# Stichting TINEA
De Stichting TINEA is een Nederlandse stichting actief op het gebied van de bestudering en vastlegging van gegevens over in Nederland gevonden kleine soorten vlinders.
De stichting werd opgericht in 1986 met als doelstelling het bevorderen van kennis over aantallen en verspreiding van deze insecten. De stichting verzamelt en beoordeelt daartoe vlinderwaarnemingen. De stichting beheert een omvangrijk gegevensbestand van meer dan 600.000 waarnemingen en maakt als Particuliere Gegevensbeherende Organisatie (PGO) deel uit van de Stichting VeldOnderzoek Flora en Fauna (VOFF). Vrijwilligers met belangstelling voor kleine vlinders werken binnen deze stichting samen; beginnende amateurs tot (beroeps)entomologen doen mee. De stichting beoogt op deze manier bij te dragen aan een beter inzicht in het functioneren van levensgemeenschappen en de bescherming daarvan.